# Six Jours de Charleroi
Les Six Jours de Charleroi sont une ancienne course cycliste de six jours disputée à Charleroi sur le vélodrome démontable installé à l'occasion des « Six Jours » dans le hall du palais des expositions de Charleroi en Belgique. Trois éditions ont lieu de 1967 à 1969.

## Palmarès
| Année | Vainqueur                      | Deuxième                        | Troisième                       |
| ----- | ------------------------------ | ------------------------------- | ------------------------------- |
| 1967  | Patrick Sercu Ferdinand Bracke | Norbert Seeuws Theo Verschueren | Giuseppe Beghetto Klaus Bugdahl |
| 1968  | Eddy Merckx Ferdinand Bracke   | Robert Lelangue Julien Stevens  | Rik Van Looy Patrick Sercu      |
| 1969  | Norbert Seeuws Patrick Sercu   | Eddy Merckx Julien Stevens      | Rudi Altig Ferdinand Bracke     |